# Nykhaz
Le Nykhaz (ossète : Ныхас, Nykhas) est un parti politique d'opposition sud-ossète, fondé en 2013,.

## Historique
Le Nykhaz obtient ses quatre députés aux élections législatives de 2014, qui sont reconduits en 2019.
Alan Gagloïev devient le chef du parti en février 2020,.
Alan Gagloïev remporte l'élection présidentielle de 2022, devançant le président sortant Anatoli Bibilov.

## Résultats électoraux

### Élections législatives
| Élection | Leader           | Votes | %     | Position | Sièges |
| -------- | ---------------- | ----- | ----- | -------- | ------ |
| 2014     | Alan Alborov     | 1 574 | 7,79  | 4e       | 4 / 34 |
| 2019     | Rouslan Gagloïev | 3 198 | 14,37 | 3e       | 4 / 34 |

### Élections présidentielles
| Élection | Candidat              | Premier tour | Premier tour | Deuxième tour | Deuxième tour |
| Élection | Candidat              | Votes        | %            | Votes         | %             |
| -------- | --------------------- | ------------ | ------------ | ------------- | ------------- |
| 2017     | soutien Alan Gagloïev | 3 291        | 10,17        |               |               |
| 2022     | Alan Gagloïev         | 10 705       | 39,27        | –             | –             |